# Residencia de Estudiantes

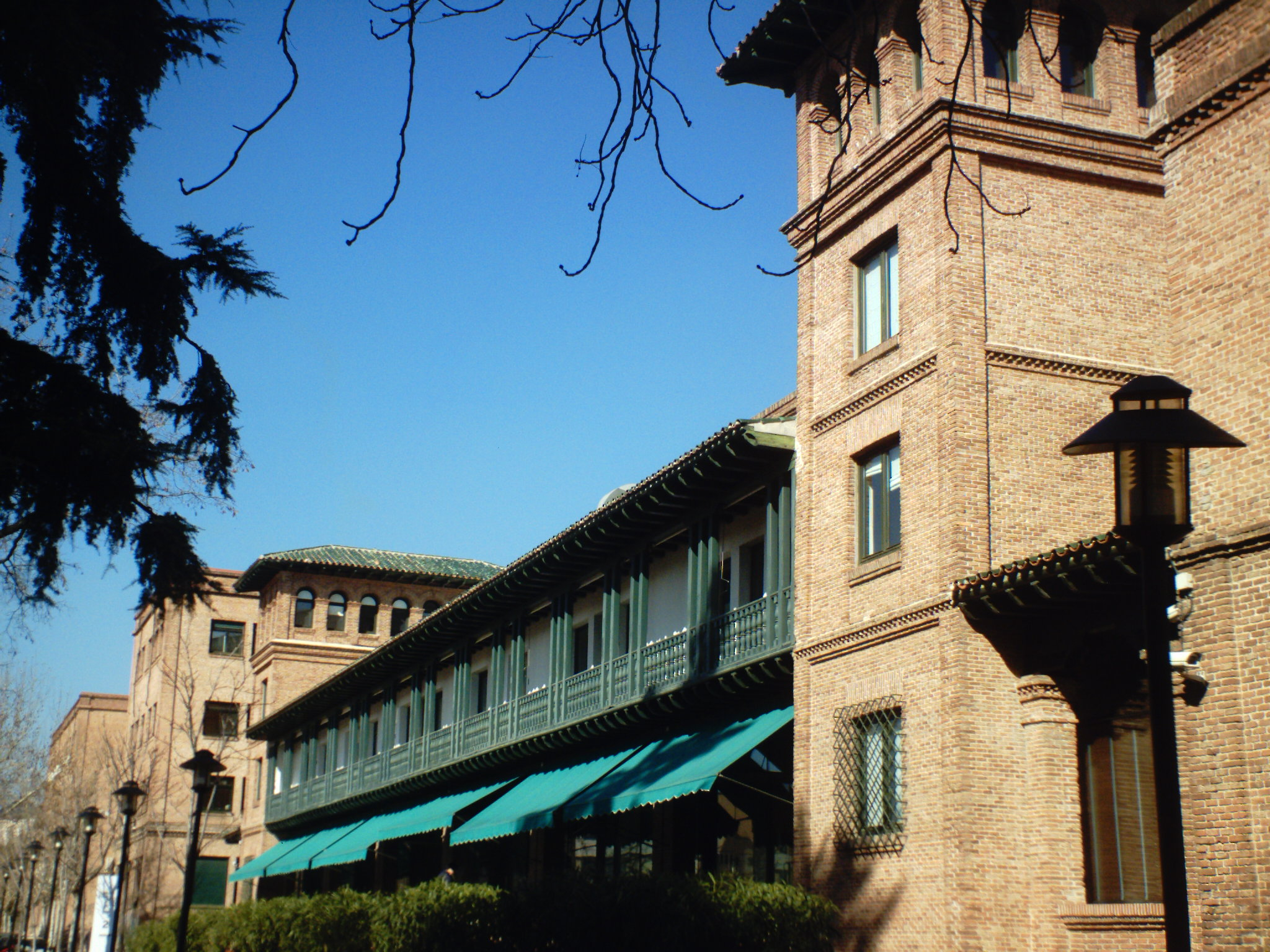
Edifici de recepció i entrada als pavellons de la Residencia de Estudiantes.

La Residencia de Estudiantes és un centre fundat en 1910 a Madrid per la Junta per a l'Ampliació d'Estudis.
La creació d'aquest centre fou un resultat directe de les idees renovadores que havia iniciat en Espanya el krausista Francisco Giner de los Ríos amb la fundació en 1876 de la Institución Libre de Enseñanza. Des del primer moment va voler ser un complement educatiu a la universitat, en el qual es formessin els fills de les classes dirigents liberals.
A ella acudien com a visitants assidus o com a residents durant les seves estades a Madrid personatges com Miguel de Unamuno, Alfonso Reyes, Manuel de Falla, Juan Ramón Jiménez, José Ortega y Gasset, Pedro Salinas, Blas Cabrera, Eugeni d'Ors o Rafael Alberti. Entre les personalitats que van recórrer els seus salons figuren Albert Einstein, Paul Valéry, Marie Curie, Ígor Stravinski, John M. Keynes, Alexander Calder, Walter Gropius, Henri Bergson i Le Corbusier.
La Residencia de Estudiantes, que va obrir les portes a Madrid l'1 d'octubre de 1910, va ser creada per la Junta para Ampliación de Estudios e Investigaciones Científicas (JAE), i inspirada per la Institución Libre de Enseñanza (ILE). La vinculació especial de la Residencia amb Catalunya, tant en l'època històrica com en l'actual, ha afavorit la trobada entre els intel·lectuals catalans i els de la resta d'Espanya.
Els intercanvis entre la Residencia i algunes institucions de la cultura catalana van ser importants durant el primer terç del segle xx, fruit de la col·laboració entre la Junta para la Ampliación de Estudios, de la qual depenia la Residencia, i l'Institut d'Estudis Catalans, dos organismes amb vocació de modernització i renovació científica. Una col·laboració que s'ha mantingut fins a l'etapa actual en què la Residència s'ha convertir en receptora freqüent de representants de la ciència i la cultura catalanes.